# Стрелецкое (Белгородский район)
Стрелецкое — село Белгородского района Белгородской области, образует Стрелецкое сельское поселение.
Численность населения — 8010 человек.

## География
Село расположено на берегу реки Везелка, в западной части Белгородского района в 10 км от центра Белгорода и непосредственно граничит с чертой города, сливаясь с областным центром. Через село проходит железнодорожная линия Белгород—Готня (Белгородское отделение Юго-Восточной железной дороги), автомобильная дорога Белгород—Ахтырка и автомобильная дорога Москва—Симферополь.

## История
Город-крепость Болховой (Болховец), основанный в 1646 году, был одним из русских городов-крепостей Белгородской черты, единственным на территории нынешнего Белгородского района. Как и город Белгород, он стал стратегическим военно-оборонительным пунктом и отправной точкой освоения окраинных территорий Русского государства. Основная стратегическая задача города-крепости состояла в том, чтобы перекрыть земляным валом, шедшим от Болховца к Карпову, главный путь для татарских вторжений — Муравский шлях, а также обезопасить от татарских набегов ключевой город засечной черты Белгород.
Новый город был населен, в основном переселенцами из города Болхов, отсюда и произошло его название.
С закладкой города-крепости Болховца были основаны и городские слободы: Стрелецкая, Пушкарная, Казацкая, Драгунская, которые названы по роду службы населявших их ратных людей. Во второй половине XVIII века военно-стратегический и административный статус Болховца изменился из города-крепости в село Белгородского уезда с четырьмя крупными однодворческими слободами и мелкими хуторами. Как город-крепость он выполнял свою миссию не менее 60 лет. В XIX-м и начале XX-го века село Болховец являлось административным центром Болховецкой волости и продолжало сохранять свой особый патриархальный уклад сельской общины. Болховец считался «селом невест», существовала даже поговорка «Болховец — село большое, в каждой хате б… трое».
Село Болховец как официальная административная единица исчезло во второй половине 20 века.
В настоящее время на территории бывшего села Болховец существуют Стрелецкое и Пушкарское сельские поселения.
В 1929 году в Стрелецком был организован первый колхоз, назывался он «Новая жизнь». Позднее колхозов стало несколько: с 1932 года работал колхоз «2-я Пятилетка», а с 1933 ещё два — «13 лет Октября» и «Третий решающий, им. Революции».
В 1951 году колхоз, к тому времени объединённый «Новая жизнь», хозяйственным способом построил кирпичный завод с производительностью 150 тыс. штук кирпича в год.

## Население
| 2010  | 2011  | 2012    | 2013  | 2014  | 2015  | 2016  | 2017  | 2018  |
| ----- | ----- | ------- | ----- | ----- | ----- | ----- | ----- | ----- |
| 6862  | ↗6866 | ↗6938   | ↗7137 | ↗7275 | ↗7584 | ↗8010 | ↘8001 | ↗8242 |
| 2019  | 2020  | 2021    |       |       |       |       |       |       |
| ↗8932 | ↗9523 | ↗13 792 |       |       |       |       |       |       |

## Известные люди
В Стрелецком родились и работали:
- Герой Социалистического Труда — животновод Александра Алексеевна Клавкина[14],
- Герой Советского Союза — Андрей Егорович Черников[2][15][16].

## Социальная сфера
В селе в основном одно- и двухэтажные дома, но есть и 2 пятиэтажных и 12 трёхэтажных, 51 улица. Улицы села газифицированы, есть водопровод и электричество. Дороги села имеют твёрдое покрытие.
С 2001 года в селе работает завод по переработке твёрдых бытовых отходов.

## Достопримечательности
В центре села братская могила 50 советских воинов, погибших в боях с фашистскими захватчиками. Ещё одна братская могила, где похоронены 89 воинов, на улице Краснооктябрьская.